# Opiłki Płoskie
Opiłki Płoskie – wieś w Polsce, w województwie mazowieckim, w powiecie przasnyskim, w gminie Chorzele.
Do 2023 miejscowość była przysiółkiem wsi Stara Wieś.
W latach 1975–1998 przysiółek administracyjnie należał do województwa ostrołęckiego.
Wierni kościoła rzymskokatolickiego należą do parafii św. Rocha w Janowie.